# Aphaniosoma forcipatum
Aphaniosoma forcipatum är en tvåvingeart som beskrevs av Ebejer 1998. Aphaniosoma forcipatum ingår i släktet Aphaniosoma och familjen gulflugor. Inga underarter finns listade i Catalogue of Life.